# Sebastian Vayalil
Sebastian Emmanuel Vayalil (* 28. Januar 1906 in Palai, Britisch-Indien; † 21. November 1986) war ein indischer Geistlicher und syro-malabarischer Bischof von Palai.

## Leben
Sebastian Vayalil besuchte das Maharaja’s College in Trivandrum. Ab 1928 studierte er Philosophie und Katholische Theologie am Priesterseminar St. Joseph in Mangalapuzha. Am 21. Dezember 1935 empfing Vayalil das Sakrament der Priesterweihe. Nachdem Sebastian Vayalil 1942 am Teachers Training College in Trivandrum einen Abschluss erworben hatte, wurde er Direktor der St. Thomas Training School in Palai.
Am 25. Juli 1950 ernannte ihn Papst Pius XII. zum ersten Bischof von Palai. Der Sekretär der Kongregation für die orientalischen Kirchen, Eugène Kardinal Tisserant, spendete ihm am 9. November desselben Jahres in der Kirche Santa Teresa al Corso d’Italia in Rom die Bischofsweihe; Mitkonsekratoren waren der Bischof von Quilon, Jerome M. Fernandez, und der Koadjutorbischof von Kottayam, Thomas Tharayil. Sebastian Vayalil wählte den Wahlspruch The Lord is my light („Der Herr ist mein Licht“). Die Amtseinführung erfolgte am 4. Januar 1951.
Sebastian Vayalil nahm an allen vier Sitzungsperioden des Zweiten Vatikanischen Konzils teil. Die DePaul University in Chicago verlieh ihm 1966 die Ehrendoktorwürde. 1968 gründete er die Missionary Society of St. Thomas the Apostle.
Papst Johannes Paul II. nahm 1981 das von Sebastian Vayalil aus Altersgründen vorgebrachte Rücktrittsgesuch an.

## Schriften
- Souvenir of the Silver Jubilee of his Ex. Sebastian Vayalil, Bishop of Palai 1935–1960. St. Thomas-Press, Palai 1960, OCLC 1073830425.